# Tupoljev Tu-4
Tupoljev Tu-4 (NATO oznaka: Bull) je bil štirimotorni propelerski strateški bombnik, ki so ga proizvajali v Sovjetski zvezi. Bil je popolna kopija  ameriškega Boeing B-29 Superfortress. Med 2. Svetovno vojno je nekaj B-29 po bombardiranju Japonske zasilno pristalo na Sovjetskem teritoriju. Sovjetska zveza je bila v tistem času (1944) bila nevtralna z Japonsko, pozneje po Jaltski konferenci je Sovjetska zveza vstopila v vojno proti Japonski. ZDA je sicer zahtevala vrnitev bombnikov, Sovjeti so odklonili in inženirji so kopirali sestavne dele in tako je nastal Tu-4.
Med 2. Svetovno vojno je Sovjetska zveza hotela strateški bombnik, imeli so sicer na voljo Petljakov Pe-8, ki je imel nezanesljive dizelske motorje. Zgradili so samo 93 Pe-8. ZDA ni hotela prodati B-29 v programu Lend Lease.Zato je Stalin ukazal zasnovo podobnega bombnika. Študirali so o ANT-64 ali samolet (letalo) 64 , vendar so se odločili za kopijo, ker je bilo to časovno najhitrejša opcija. 
B-29 je bilo eno izmed tehnološko najbolj naprednih letal tistega časa, kljub "kloniranju" so se sovjetski inženirji morali zelo potruditi. Na voljo ni bilo sodobnih zlitin, zato je bil Tu-4 malce težji (okrog 1%) ko B-29. Kopirali so zvezdasti motor Wright R-1820 in tako je nastal Švetsov ASh-73

## Tehnične specifikacije (Tu-4)
- Posadka: 11
- Dolžina: 30,179 m (99 ft 0 in)
- Razpon kril: 43,047 m (141 ft 3 in)
- Višina: 8,46 m (27 ft 9 in)
- Površina krila: 161,7 m2 (1 741 sq ft)
- Vitkost: 11,5
- Prazna teža: 36 850 kg (81 240 lb)
- Gros teža: 47 850 kg (105 491 lb)
- Maks. vzletna teža: 55 600 kg (122 577 lb) – 63 600 kg (140 214 lb)
- Motorji: 4 × Švetsov ASh-73TK 18-valjni. zračnohlajeni zvezdasti motor, 1 790 kW (2 400 KM) vsak
- Propelerji: 4-kraki V3-A3 ali V3B-A5, 5,06 m (16 ft 7 in) premer

- Maks. hitrost: 558 km/h (347 mph; 301 kn) na 10 250 m (33 629 ft)
- Dolet: 5 400 km (3 355 mi; 2 916 nmi) na 3 000 m (9 843 ft) z 63 600 kg (140 214 lb) vzletno težo z 3 000 kg (6 614 lb) bombami in 10% rezervo
- Višina leta (servisna): 11 200 m (36 745 ft)
- Hitrost vzpenjanja: 4,6 m/s (910 ft/min) na 1 000 m (3 281 ft)
- Čas do višine: 5 000 m (16 404 ft) v 18,2 minutah
- Obremenitev kril: 400 kg/m2 (82 lb/sq ft)
- Razmerja moč/teža: 0,11 kW/kg